# Anton ten Bruggencate
Anton ten Bruggencate (Zwolle, 24 februari 1885 - Amsterdam, 6 september 1957) was een Nederlands molinoloog. Naast zijn werk als chemisch ingenieur bij de Rijks Militaire magazijnen in Amsterdam trok hij op de fiets door heel Nederland om molens te bezoeken. Daarbij beschreef en nummerde hij de molens die hij tegenkwam. De gegevens die hij op die manier verzamelde legde hij vast in stukken die werden bewaard in het archief en documentatiecentrum van de Vereniging De Hollandsche Molen, waarvan hij lid van het dagelijks bestuur en tevens archivaris was.

## Nummering van de Nederlandse molens
Bij de nummering van de molens werd iedere molen door hem uniek aangeduid en op een stafkaart ingetekend. Deze kaarten worden eveneens in de archieven van De Hollandsche Molen bewaard. Hij werkte ook samen met Berend van der Veen, die voor de provincie Groningen een eigen systeem ontwikkelde. Hiermee werden voor het eerst alle Nederlandse bestaande en verdwenen molens waarvan het bestaan bekend is, geïnventariseerd.
Nadat Ten Bruggencate met het vastleggen van molens stopte werd zijn werk door anderen bij de vereniging voortgezet. Het door hem ontwikkelde systeem wordt nog steeds gehanteerd en iedere Nederlandse wind- en watermolen heeft een Ten-Bruggencatenummer.

## Publicaties
In 1927 schreef Anton ten Bruggencate een boekje met de titel "Hollandsche Molens", waarin de verschillende Nederlandse molentypes worden beschreven. Dit boek verscheen n.a.v. het 50-jarig bestaan van de Conserve-Industrie Tieleman & Dros te Leiden. Het boek, dat wordt gezien als een kinderboek, was geïllustreerd door Tine Baanders. Daarnaast werkte hij mee aan de totstandkoming van andere molenboeken.